# Warszawa Służewiec
Warszawa Służewiec – przystanek osobowy i posterunek odgałęźny usytuowany na linii kolejowej nr 8 Warszawa Zachodnia−Kraków Główny, w Warszawie, w dzielnicy Mokotów, przy ul. Marynarskiej, w obrębie stacji Warszawa Okęcie. 

## Linia nr 440
Przy południowym krańcu posterunku odgałęźnego swój początek bierze linia kolejowa nr 440 do stacji Warszawa Lotnisko Chopina

## Ruch pasażerski[3]
| Rok  | Wymiana pasażerska na dobę |
| ---- | -------------------------- |
| 2017 | 6100                       |
| 2018 | 6500                       |
| 2019 | 6000                       |
| 2020 | 2300                       |
| 2021 | 1800                       |
| 2022 | 3300                       |
| 2023 | 4600                       |

## Infrastruktura
Obiekt posiada jeden peron wyspowy i przebiegające po zewnętrznych stronach jego krawędzi dwa tory szlakowe linii kolejowej nr 8, na której się znajduje. W jego północnej części, przed peronem jest trapezowe przejście międzytorowe. W południowej zaś rozjazdy odgałęziające, którymi rozpoczyna się linia kolejowa nr 440 do stacji Warszawa Lotnisko Chopina. Obiekt posiada również obsługiwane ze stacji Warszawa Okęcie semafory świetlne.

## Linie
| Przewoźnik         | Linia | Trasa                                                                                     |
| ------------------ | ----- | ----------------------------------------------------------------------------------------- |
| SKM Warszawa       | S2    | Sulejówek Miłosna - Warszawa Śródmieście – Warszawa Służewiec – Warszawa Lotnisko Chopina |
| SKM Warszawa       | S3    | Warszawa Lotnisko Chopina – Warszawa Służewiec – Warszawa Centralna – Legionowo           |
| SKM Warszawa       | S4    | Piaseczno – Warszawa Służewiec – Warszawa Gdańska – Zegrze Południowe                     |
| SKM Warszawa       | S40   | Piaseczno – Warszawa Służewiec – Warszawa Gdańska – Wieliszew/Radzymin                    |
| Koleje Mazowieckie | RL    | Warszawa Lotnisko Chopina – Warszawa Służewiec – Warszawa Centralna –Modlin               |
| Koleje Mazowieckie | R80   | Warszawa Gdańska – Warszawa Służewiec – Radom Główny                                      |

Do przystanku Warszawa Służewiec można dojechać autobusami miejskimi oraz tramwajami obsługiwanymi przez Zarząd Transportu Miejskiego w Warszawie (wysiadając w zespole przystankowym PKP Służewiec).